# Brian Urlacher

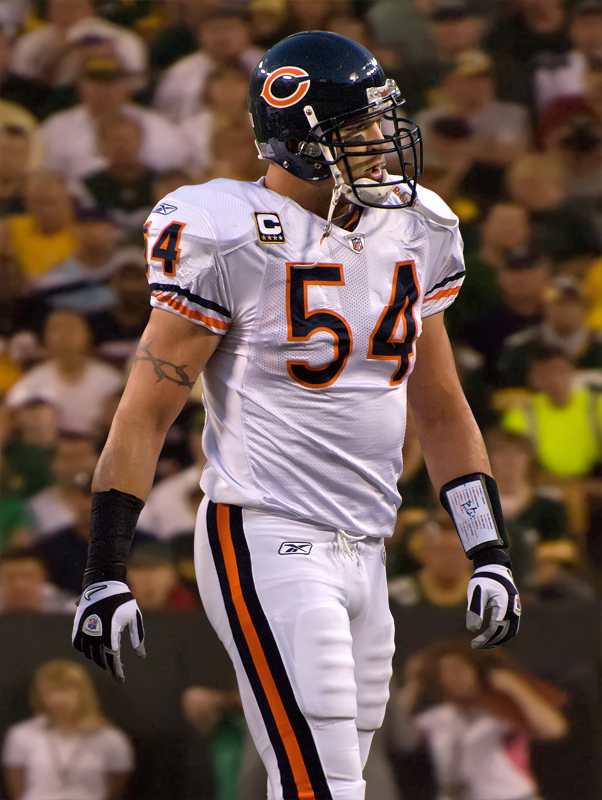
Urlacher com a camisa dos Bears em 2009.

Brian Urlacher (25 de maio de 1978) é um jogador aposentado de futebol americano que atuava na posição de linebacker. Ele jogou todos os treze anos de sua carreira no Chicago Bears da National Football League (NFL). Ele se formou na Universidade do Novo México, onde ganhou prêmios e reconhecimento, o que ajudou a iniciar sua carreira profissional com grandes expectativas.
Os Bears selecionaram Urlacher na nona posição da primeira rodada do draft da NFL de 2000. O atleta rapidamente se tornou um dos melhores jogadores de defesa da liga, ganhando o prêmio de melhor novato no seu primeiro ano. No total ele foi eleito para oito Pro Bowls (jogo das estrelas) e foi nomeado como o melhor jogador de defesa do ano de 2005. Seu estilo de jogo, suas conquistas e reputação o tornaram um dos jogadores mais populares da NFL.
Apesar do talento, ele nunca ganhou um título. Em 2007 chegou a disputar o Super Bowl XLI (a final do campeonato) mas perdeu para o Indianapolis Colts. Urlacher se aposentou após a temporada de 2012.

## Números
| Estatísticas | Estatísticas | Estatísticas | Tackles | Tackles | Tackles | Sacks | Sacks  | Interceptações | Interceptações | Interceptações | Outros | Outros           | Outros |
| Temporada    | Time         | Jogos        | Solo    | Ass     | Total   | Sack  | Jardas | Int            | Jardas         | IntTD          | DefTD  | Fumbles forçados | Safety |
| ------------ | ------------ | ------------ | ------- | ------- | ------- | ----- | ------ | -------------- | -------------- | -------------- | ------ | ---------------- | ------ |
| 2000         | Chicago      | 16           | 101     | 24      | 125     | 8,0   | 49     | 2              | 19             | 0              | 0      | 0                | 0      |
| 2001         | Chicago      | 16           | 91      | 27      | 118     | 6,0   | 37     | 3              | 60             | 0              | 1      | 2                | 0      |
| 2002         | Chicago      | 16           | 117     | 36      | 153     | 4,5   | 34     | 1              | 0              | 0              | 0      | 2                | 0      |
| 2003         | Chicago      | 16           | 87      | 29      | 116     | 2,5   | 15     | 0              | 0              | 0              | 0      | 0                | 0      |
| 2004         | Chicago      | 9            | 54      | 18      | 72      | 5,5   | 19     | 1              | 42             | 0              | 0      | 2                | 0      |
| 2005         | Chicago      | 16           | 98      | 24      | 122     | 6,0   | 44     | 0              | 0              | 0              | 0      | 1                | 0      |
| 2006         | Chicago      | 16           | 93      | 49      | 142     | 0,0   | 0      | 3              | 38             | 0              | 0      | 1                | 0      |
| 2007         | Chicago      | 16           | 93      | 30      | 123     | 5,0   | 36     | 5              | 101            | 1              | 1      | 0                | 0      |
| 2008         | Chicago      | 16           | 79      | 14      | 93      | 0,0   | 0      | 2              | 11             | 0              | 0      | 0                | 0      |
| 2009         | Chicago      | 1            | 3       | 0       | 3       | 0,0   | 0      | 0              | 0              | 0              | 0      | 0                | 0      |
| 2010         | Chicago      | 16           | 96      | 29      | 125     | 4,0   | 19     | 1              | 0              | 0              | 0      | 2                | 0      |
| 2011         | Chicago      | 16           | 84      | 18      | 102     | 0,0   | 0      | 3              | 7              | 0              | 0      | 0                | 0      |
| 2012         | Chicago      | 12           | 53      | 15      | 68      | 0,0   | 0      | 1              | 46             | 1              | 1      | 2                | 0      |
| Carreira     | Carreira     | 182          | 1 037   | 316     | 1 353   | 41,5  | 252    | 22             | 324            | 2              | 3      | 12               | 0      |